# Villeguillo
Villeguillo ist ein Ort und eine Gemeinde (municipio) mit 120 Einwohnern (Stand: 2024) in der zentralspanischen Provinz Segovia in der Autonomen Region Kastilien-León. 

## Lage und Klima
Villeguillo liegt in der kastilischen Meseta in ca. 770 m Höhe ungefähr 52 Kilometer (Fahrtstrecke) nordwestlich der Provinzhauptstadt Segovia. Das Klima ist gemäßigt bis warm; Regen (ca. 470 mm/Jahr) fällt mit Ausnahme der trockenen Sommermonate übers Jahr verteilt.

## Bevölkerungsentwicklung
| Jahr      | 1970 | 1981 | 1991 | 2001 | 2011 | 2021 |
| Einwohner | 224  | 149  | 139  | 132  | 161  | 104  |

## Sehenswürdigkeiten

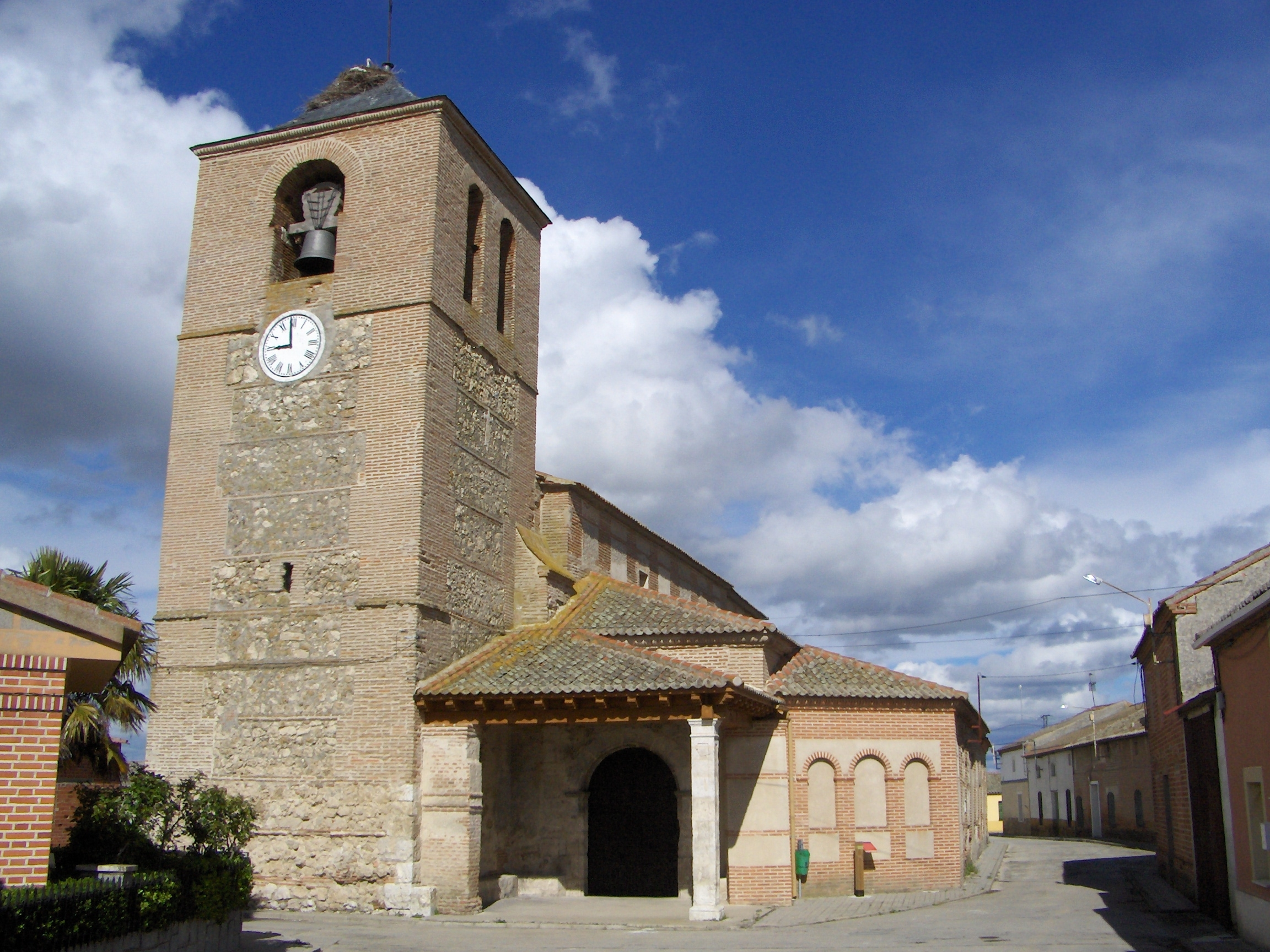
Peterskirche

- Peterskirche